# Греко-римская борьба на летних Олимпийских играх 1968 — до 63 кг
Соревнования по греко-римской борьбе в рамках Олимпийских игр 1968 года в полулёгком весе (до 63 килограммов) прошли в Мехико с 23 по 26 октября 1968 года в «Ice Rink of the Insurgents».
Турнир проводился по системе с начислением штрафных баллов.
- 0 штрафных очков в случае чистой победы или дисквалификации противника, а также неявки;
- 0,5 штрафных очка в случае победы ввиду явного технического превосходства (на восемь и более баллов);
- 1 штрафное очко в случае победы по баллам (с разницей менее восьми баллов);
- 2 штрафных очка в случае результативной ничьей;
- 2,5 штрафных очка в случае безрезультатной ничьей (пассивной ничьей);
- 3 штрафных очка в случае поражения по баллам (с разницей менее восьми баллов);
- 3,5 штрафных очка в случае поражения ввиду явного технического превосходства соперника (на восемь и более баллов);
- 4 штрафных очка в случае чистого поражения или дисквалификации, а также неявки.

Трое оставшихся борцов выходили в финал, где проводили встречи между собой. Встречи между финалистами, состоявшиеся в предварительных схватках, шли в зачёт. Схватка по регламенту турнира продолжалась 9 минут в три трёхминутных периода, в партер ставили менее активного борца. Мог быть назначен овертайм.
В полулёгком весе боролись 23 участника. Практически не было сомнений в том, что золотая медаль достанется Роману Руруа, действующему олимпийскому вице-чемпиону и чемпиону мира 1966 и 1967 года. Конкуренцию ему могли составить серебряный и бронзовый призёры чемпионата мира 1967 года Симьон Попеску и Хидэо Фудзимото. Так и получилось. Попеску проиграл Фудзимото в шестом круге, и выбыл из турнира с бронзовой медалью. В финальной встрече Руруа и Фудзимото, советскому борцу было достаточно ничьей — великолепное выступление в ходе турнира ему это позволяло.

## Медалисты
- Роман Руруа (URS)
- Симьон Попеску (ROU)
- Хидэо Фудзимото (JPN)

## Первый круг
| Штрафных баллов | Участник 1                 | Результат               | Участник 2                    | Штрафных баллов |
| --------------- | -------------------------- | ----------------------- | ----------------------------- | --------------- |
| 0               | Иржи Швец (TCH)            | Туше (1:21)             | Хосе Луис Гарсиа (GUA)        | 4               |
| 1               | Николаос Лазароу (GRE)     | По очкам                | Тадеуш Годинь (POL)           | 3               |
| 0               | Метин Алакоч (TUR)         | Дисквалификация         | Адриано Мораис (POR)          | 4               |
| 0               | Сейед Хоссейн Моареб (IRI) | Туше (8:00)             | Ехья Мохаммед Хассанейн (EGY) | 4               |
| 0               | Димитар Галинчев (BUL)     | Дисквалификация         | Рахаль Махассин (MAR)         | 4               |
| 2,5             | Сретен Дамьянович (YUG)    | Ничья                   | Ким Ик Чон (KOR)              | 2,5             |
| 1               | Джим Хейзелвинкель (USA)   | По очкам                | Йожеф Ружняк (HUN)            | 3               |
| 0               | Роман Руруа (URS)          | Туше (5:28)             | Исмаил Аль-Карагули (IRQ)¹    | 4               |
| 0,5             | Симьон Попеску (ROU)       | За явным превосходством | Пончиано Контрерас (MEX)      | 3,5             |
| 2               | Лотар Шнайдер (GDR)        | Ничья                   | Мартти Лааксо (FIN)           | 2               |
| 0               | Леонард Дутц (BEL)         | Туше (2:49)             | Тортильяно Тумасис (PHI)      | 4               |
| 0               | Хидэо Фудзимото (JPN)      | Пропускал               |                               |                 |

¹ Снялся с соревнований

## Второй круг
| Штрафных баллов | Участник 1              | Результат             | Участник 2                    | Штрафных баллов |
| --------------- | ----------------------- | --------------------- | ----------------------------- | --------------- |
| 0               | Хидэо Фудзимото (JPN)   | Туше (0:20)           | Хосе Луис Гарсиа (GUA)        | 8               |
| 4               | Иржи Швец (TCH)         | Дисквалификация обоих | Николаос Лазароу (GRE)        | 5               |
| 8               | Адриано Мораис (POR)    | Дисквалификация обоих | Тадеуш Годинь (POL)           | 7               |
| 1               | Метин Алакоч (TUR)      | По очкам              | Сейед Хоссейн Моареб (IRI)    | 3               |
| 1               | Димитар Галинчев (BUL)  | По очкам              | Ехья Мохаммед Хассанейн (EGY) | 7               |
| 2,5             | Ким Ик Чон (KOR)        | Дисквалификация       | Рахаль Махассин (MAR)         | 8               |
| 2,5             | Сретен Дамьянович (YUG) | Туше (2:23)           | Йожеф Ружняк (HUN)            | 7               |
| 0               | Роман Руруа (URS)       | Туше (6:23)           | Джим Хейзелвинкель (USA)      | 5               |
| 3               | Мартти Лааксо (FIN)     | По очкам              | Пончиано Контрерас (MEX)      | 6,5             |
| 0,5             | Симьон Попеску (ROU)    | Туше (2:13)           | Тортильяно Тумасис (PHI)      | 8               |
| 3               | Лотар Шнайдер (GDR)     | По очкам              | Леонард Дутц (BEL)            | 3               |

## Третий круг
| Штрафных баллов | Участник 1               | Результат               | Участник 2                 | Штрафных баллов |
| --------------- | ------------------------ | ----------------------- | -------------------------- | --------------- |
| 1               | Хидэо Фудзимото (JPN)    | По очкам                | Иржи Швец (TCH)            | 7               |
| 1               | Метин Алакоч (TUR)       | Дисквалификация         | Николаос Лазароу (GRE)     | 9               |
| 1               | Димитар Галинчев (BUL)   | Туше (1:20)             | Сейед Хоссейн Моареб (IRI) | 7               |
| 5,5             | Джим Хейзелвинкель (USA) | За явным превосходством | Ким Ик Чон (KOR)           | 6               |
| 0               | Роман Руруа (URS)        | Туше (4:37)             | Сретен Дамьянович (YUG)    | 6,5             |
| 2,5             | Симьон Попеску (ROU)     | Ничья                   | Лотар Шнайдер (GDR)        | 5               |
| 3               | Мартти Лааксо (FIN)      | Дисквалификация         | Леонард Дутц (BEL)         | 7               |

## Четвёртый круг
| Штрафных баллов | Участник 1             | Результат   | Участник 2               | Штрафных баллов |
| --------------- | ---------------------- | ----------- | ------------------------ | --------------- |
| 3               | Метин Алакоч (TUR)     | Ничья       | Хидэо Фудзимото (JPN)    | 3               |
| 2               | Димитар Галинчев (BUL) | По очкам    | Джим Хейзелвинкель (USA) | 8,5             |
| 0               | Роман Руруа (URS)      | Туше (8:56) | Лотар Шнайдер (GDR)      | 9               |
| 3,5             | Симьон Попеску (ROU)   | По очкам    | Мартти Лааксо (FIN)      | 6               |

## Пятый круг
| Штрафных баллов | Участник 1            | Результат | Участник 2             | Штрафных баллов |
| --------------- | --------------------- | --------- | ---------------------- | --------------- |
| 4               | Хидэо Фудзимото (JPN) | По очкам  | Димитар Галинчев (BUL) | 5               |
| 1               | Роман Руруа (URS)     | По очкам  | Метин Алакоч (TUR)     | 6               |
| 3,5             | Симьон Попеску (ROU)  | Пропускал |                        |                 |

## Шестой круг
| Штрафных баллов | Участник 1            | Результат | Участник 2             | Штрафных баллов |
| --------------- | --------------------- | --------- | ---------------------- | --------------- |
| 5               | Хидэо Фудзимото (JPN) | По очкам  | Симьон Попеску (ROU)   | 6,5             |
| 2               | Роман Руруа (URS)     | По очкам  | Димитар Галинчев (BUL) | 8               |

## Седьмой круг
| Штрафных баллов | Участник 1        | Результат | Участник 2            | Штрафных баллов |
| --------------- | ----------------- | --------- | --------------------- | --------------- |
|                 | Роман Руруа (URS) | Ничья     | Хидэо Фудзимото (JPN) |                 |